# マジカパーティ
『マジカパーティ』（MAZICA PARTY）は、タカラトミーと電通の原作によるテレビアニメ、およびトレーディングカードゲーム。2021年4月4日から2022年3月27日までテレビアニメがテレビ大阪・テレビ東京系列にて放送された。

## 概要
タカラトミーが2021年3月3日に「NEW BATTLE HOBBY PROJECT」として発表したトレーディングカードゲーム。ペン型のアイテム「マジカギア」で「マジカ」というカードを削って「魔力解放（マジカイフォー）」することでカードが進化するのが最大の特徴である。そのため、一見ノーマルマジカやレアマジカでも魔力解放（マジカイフォー）すればスーパーレアマジカや最高レアリティのウルトラレアマジカに進化することがある。
2021年4月4日よりテレビ大阪・テレビ東京系列でテレビアニメが放送されており、前番組『トミカ絆合体 アースグランナー』と同様、主人公（ケズル）が提供読みを担当している。
また、2021年12月3日から『劇場版 総集編 マジカパーティ』がイオンシネマ配給で上映された。

## あらすじ
中学1年生のケズルは、謎の夢から目覚め、魔法使いの格好となり、そして「マジン」という生き物や謎の少女と出会う。次の日に、ケズルは友達であるクラっちに、新発売された「マジカパーティ」と呼ばれるカードゲームを自慢され、そのカードに描かれたキャラクターたちは、ケズルが夢で見たものと全く同じものでもあった。一方、世界的大企業のマジカ社からのイベントについてのお知らせがケズルに届き、ケズルはカードゲームに興味を持ってマジカストアに行った際、CEOのジェフ・ジョンズがそこにいた。その後、ケズルはジェフから「君には特別期待をしている」という言葉を聞いた後にマジカギアを受け取り、帰ろうとすると風船の怪物に襲われてしまった。「もう後がない！」と思った瞬間に、受け取ったマジカギアが激しく光り始め、マジカブックが登場した。そして、ノリノリな音楽と一緒にカードをスクラッチをしたところ、風船とネコが融合した「バルニャー」というマジンが現れ、ケズルはバルニャーと契約することになった。魔法使い・ケズル、そしてケズルのパートナーとなったバルニャー、2人とのパーティストーリーが幕を開ける。

## 登場人物

### 人間界
ケズル
声 - 小松未可子
本作の主人公。中学1年生の少年。人気で急上昇している「マジカパーティー」と呼ばれるカードゲームに触れ、「マジカ」を削り「マジン」を召喚できるといった、本物の魔法使いへとなる。
クラっち
声 - 船戸ゆり絵
ケズルの親友で、「マジカパーティー」を彼に教えた。好きなものとして新しいものを挙げており、様々な情報に詳しい性格。
カンナ
声 - 長江里加
超名門お嬢様中学から転入してきた少女。好奇心旺盛で明るく、活発な性格。
シルヴァー
声 - 西山宏太朗
政治家の息子であり、自身も政治家になることを望む。あらゆる分野において才能を発揮する一方、物足りなさを感じており、「絶壁」つまり人生初の敗北を味わわせてくれる強敵を探している。
ジェフ・ジョンズ
ポン子
声 - 木南亜莉沙

### 魔法界

#### グレンガルド
アーニャ・ド・グレンガルド十二世（アーニャ・ド・グレンガルドじゅうにせい）
声 - 近藤玲奈
謎の少女。真の魔法使いを捜し求めており、ケズルたちをその魔法使いとして認めている。白いフクロウを連れている。
エリック
声 - 坂泰斗
魔法学校「マジカアカデミー」の生徒会長。
ジョー・ブラッドレー
声 - 高仲祐之
マジカアカデミーの校長。
プライズ
声 - 八百屋杏
マジカアカデミーの生徒のひとり。
ザップ
声 - 高橋伸也
マジカアカデミーの生徒のひとり。
トラップ
声 - 石上静香
マジカアカデミーの生徒のひとり。
ルードヴィッヒ
声 - 井上雄貴
マジカアカデミーの生徒のひとり。
スメル
声 - 日向未南
マジカアカデミーの生徒のひとり。

#### ドラゴヘルム
リュウマ
声 - 田野アサミ
ラゴン
ドーラ
ロン
ドラグーン

## 登場マジン

### ツールマジン
バルニャー
声 - 竹内順子
ケズルのパートナーマジンで、元々はネコの精霊であったものの、風船と融合したことで現在の姿となった。必殺技は「ギガトンネコパンチ」。「風船だけにな」が口癖。目を輝かせながら可愛い声で相手におねだりする「キラキラ視線」という必殺技も持っている。ケズルなどに顔を割られてしまうことがあるが、即座に膨らみながら復活する。
バーンバルニャー
クロスバーン・バルニャー
ディスコウ
声 - 間宮康弘
同じくケズルのパートナーマジンで、アンコウの精霊とミラーボールが融合したことで現在の姿となった。必殺技は「ミラボハンマー」。
ジャグージャ
声 - 宮園拓夢
カンナのパートナーマジンで、ヘビの精霊と蛇口が融合したことで現在の姿となった。必殺技は「ジャグストリーム」。
バレル・ジャグージャ
ワンナイト
声 - 佐藤拓也
シルヴァーのパートナーマジンで、イヌの精霊と剣が融合したことで現在の姿となった。必殺技は「グッド・ナイト」。
ブレイブ・ワンナイト
キリサメ
声 - 高橋伸也
エリックのパートナーマジンで、ヨシキリザメの精霊とカッターが融合したことで現在の姿となった。必殺技は「頭刃鮫（ズバッシャーク）」。
ダツビー
ハチの精霊とダーツが融合したマジン。
クイーンダツビー
声 - 金田愛
女王蜂の精霊とダーツが融合したダツビーの進化形で、クラっちが所有している。
ツバサミ
声 - 宮崎遊
ツバメの精霊と鋏が融合したマジンで、カンナが所有している。
ペタツムリ
声 - 三上枝織
カタツムリの精霊とセロハンテープが融合したマジンで、クラっちが所有している。
メーモップ
ヒツジの精霊とモップが融合したマジン。
シャカジキ
カジキマグロの精霊とシャーペンが融合したマジン。
シュカンク
声 - 金田愛
スカンクの精霊と霧吹きが融合したマジンで、スメルのパートナーマジン。。
ノコクワガ
声 - 矢部雅史
クワガタの精霊と鋸が融合したマジンで、クラっちが所有している。
シークラッカー
タツノオトシゴの精霊とクラッカーが融合したマジン。
アーリーボール
アリの精霊とボールが融合したマジン。
センクージャ
クジャクの精霊と扇子が融合したマジン。
タベルジカ
シカの精霊とナイフとフォークが融合したマジン。
カモメモ
カモメの精霊とノートブックが融合したマジン。
クリオネン
クリオネの精霊とランタンが融合したマジン。
ペリコップ
ペリカンの精霊とコップが融合したマジン。
ホコラビッツ
　ウサギの精霊と矛が融合したマジン。
コブラータン
コブラの精霊と絨毯が融合したマジン。
ボッヒル
アヒルの精霊とライターが融合したマジン。
ドラガエル
ガマガエルの精霊とドラムが融合したマジン。

### デジタルマジン
フクロック
声 - 比嘉良介
同じくケズルのパートナーマジンで、必殺技は「クロックアップ10」。フクロウの精霊と腕時計が融合したことで現在の姿となった。
ホタキュー
ホタルの精霊と電球が融合したマジンで、ブラッドレー校長が所有している。
ファンホーク
声 - 高仲祐之
タカの精霊と扇風機が融合したマジンで、ケズルが所有している。
ドライチータ
声 - 田所陽向
チーターの精霊とドライヤーが融合したマジンで、カンナが所有している。
ステゴチェーン
ステゴサウルスの精霊とチェーンソーが融合したマジンで、ブラッドレー校長が所有している。
イノロン
イノシシの精霊とアイロンが融合したマジンで、プライズのパートナーマジン。
ソラヤンマ
声 - 宮園拓夢
トンボの精霊とソーラーパネルが融合したマジンで、サップのパートナーマジン。
ウナデンチ
ウナギの精霊と電池が融合したマジン。
バリカマ
カマキリの精霊とバリカンが融合したマジン。
TV（ティビ）レオン
声 - 大河元気
カメレオンの精霊とテレビが融合したマジンで、エリックが所有している。
パシャリバエ
ハエの精霊とデジタルカメラが融合したマジン。
パカフライ
チョウの精霊と携帯電話が融合したマジン。
ドリライナ
サイの精霊とドリルが融合したマジン。
バッドホン
コウモリとヘッドホンが融合したマジンで、四天王ラゴンのパートナーマジン。
コンフロッグ
カエルの精霊とゲームコントローラーが融合したマジン。
オタマウス
オタマジャクシの精霊とマウスキーが融合したマジン。
スロッグモ
ハエトリグモの精霊とスロットマシンが融合したマジン。
ゼブライザー
シマウマの精霊と電子ピアノが融合したマジン。

### ウェアマジン
バキチューズ
声 - 鷲見友美ジェナ（兄）、うのちひろ（弟）
ネズミの精霊と上履きが融合した2匹のマジンで、ケズルが所有している。
アカトリシロウ
声 - 矢部雅史
ニワトリの精霊と赤白帽子が融合したマジンで、ケズルが所有している。
ニワトリマン
ボクシングラブ
カニの精霊とボクシンググローブが融合したマジン。
ハムギー
声 - 花岡芽佳、田村嬉子
ハムスターの精霊と麦わら帽子が融合したマジン。
ドルリン
イルカの精霊と指輪が融合したマジン。
サルメット
声 - 佐藤はな
サルの精霊とヘルメットが融合したマジンで、ケズルが所有している。
カブカブト
声 - 田所陽向
カブトムシの精霊と兜が融合したマジンで、スメルが所有している。
ガルベスト
カンガルーの精霊とフィッシングベストが融合したマジン。
コテマジロ
アルマジロの精霊と籠手が融合したマジン。
エナメラス
カラスの精霊と黒革靴が融合したマジン。
ホシーグル
ワシの精霊と歌謡スター衣装が融合したマジンで、カンナが融合している。
アロパロット
オウムの精霊とアロハシャーツが融合したマジン。
フワックス
キツネの精霊と毛皮服が融合したマジンで、リュウマのパートナーマジン。
キャモノハシ
カモノハシの精霊と野球帽が融合したマジン。
ナマケサック
ナマケモノの精霊とリュックサックが融合したマジン。
イヤラ
コアラの精霊と耳あてが融合したマジン。
ニットボグラ
モグラの精霊とニット帽が融合したマジン。
マスクラゲ
クラゲの精霊とマスクが融合したマジン。
ボウカンス
シーラカンスの精霊とアメリカンフットボールの防具が融合したマジン。
プカルパ
ウーパールーパーの精霊と浮き輪が融合したマジン。

### ビークルマジン
ワニスケ
声 - 安元洋貴
クラっちのパートナーマジンで、ワニの精霊とスケートボードが融合したことで現在の姿となった。必殺技は「ガブフリップ360」。
ワイルド・ワニスケ
テント64（ムシ）
声 - 田島章寛
テントウムシの精霊とミニカーが融合したマジンで、ケズルが所有している。
アクロバッタ
声 - 神尾晋一郎
バッタの精霊と自転車が融合したマジンで、クラっちが所有している。
トリドーザー
声 - 田島章寛
トリケラトプスの精霊とブルドーザーが融合したマジンで、カンナが所有している。
シャーフボード
シャチの精霊とサーフボードが融合したマジンで、エリックが所有している。
ペンギート
ペンギンの精霊とローラースケートが融合した5匹のマジン。
ゾウボウシャ
声 - 田島章寛
ゾウの精霊と消防車が融合したマジンで、ルードヴィッヒのパートナーマジン。
ワンダチョン
ダチョウの精霊と一輪車が融合したマジン。
ゴミバックン
カバの精霊とごみ収集車が融合したマジン。
バイバイソン
バイソンの精霊と大型バイクが融合したマジン。
モモハン
モモンガの精霊とハンググライダーが融合したマジン。
ラビヨン
ウサギの精霊とホッピングが融合したマジン。
クレーピオン
サソリの精霊とクレーンが融合したマジンで、四天王ドーラのパートナーマジン。
プロテラドン
プテラノドンの精霊と戦闘機が融合したマジン。
マンモスノウ
マンモスの精霊と雪かき車が融合したマジン。
クラセイル
イカの精霊とヨットが融合したマジン。
フワンボン
ハリセンボンの精霊と気球が融合したマジン。

### フードマジン
ミッツベア
声 - 神尾晋一郎
クマの精霊と蜂蜜が融合したマジンで、クラっちが所有している。
コメラニアン
声 - うのちひろ
クラっちが所有するマジンで、ポメラニアンの精霊と米が融合したマジンで、クラっちが所有している。
ハリポテ
ハリネズミの精霊とフライドポテトが融合したマジン。
キャロブレッド
ウマの精霊と人参が融合したマジン。
ヤドカリーム
ヤドカリの精霊とソフトクリームが融合したマジン。
カライガー
トラの精霊と唐辛子が融合したマジンで、シルヴァーが所有している。
グミザード
声 - 田所陽向
トカゲの精霊とグミが融合したマジン、シルヴァーが所有している。
コロレッサ
レッサーパンダの精霊とコロッケが融合したマジン。
ショクパンダ
声 - うのちひろ
ジャイアントパンダの精霊と食パンが融合したマジンで、メロンパンダの兄。
メロンパンダ
声 - 鷲見友美ジェナ
ジャイアントパンダの精霊とメロンパンが融合したマジンで、ショクパンダの妹。
コンエナ
ハイエナの精霊とトウモロコシが融合したマジンで、トラップのパートナーマジン。
アザマロ
アザラシの精霊とマシュマロが融合したマジン。
ワタピヨ
シマエナガの精霊と綿飴が融合したマジン。
クチャラグモ
クモの精霊とガムが融合したマジン。
バナベルガー
サーベルタイガーの精霊とバナナが融合したマジン。
マヨネーブー
ブタの精霊とマヨネーズが融合したマジン。
ヒヤコブラクダ
ラクダの精霊とかき氷が融合したマジン。

### ビルマジン
ゴリファクト
ゴリラの精霊と工場が融合したマジン。
イエグマ
シロクマの精霊と家が融合したマジン。
デンジラフ
キリンの精霊と送電塔が融合したマジンで、ドラグーンのパートナーマジン。
シグザル
3匹のサルの精霊と信号機が融合したマジン。
テントータス
ゾウガメの精霊とテントが融合したマジン。
タコスベリ
タコの精霊と滑り台が融合したマジンで、ロンのパートナーマジン。
ドラツリー
ドラゴン (怪獣) の精霊と電波塔が融合したマジン。
ドラブリッジ
ドラゴン (東洋の龍) の精霊と吊り橋が融合したマジン。
スプレシオン
プレシオサウルスの精霊と噴水が融合したマジン。

### 伝説の7マジン
フェニバーン
声 - 松田健一郎
フェニックスの精霊と花火が融合したツールマジン。守護する国はグレンガルド。
エレギリン
声 - 勝杏里
麒麟の精霊とエレキギターが融合したデジタルマジン。守護する国はカグヤ。
ムゲンブ
声 - 松山鷹志
玄武の精霊と盾が融合したウェアマジン。守護する国はアーデルハイディ。
ペガサイダー
声 - 岸尾だいすけ
ペガサスの精霊とサイダーが融合したフードマジン。守護する国はピーテルハウル。
ケトスクルズ
声 - 武内駿輔
クジラの精霊とクルーズ客船が融合したビークルマジン。守護する国はコルドア。
ゴレミッド
声 - 斧アツシ
巨人の精霊とピラミッドが融合したビルマジン。守護する国はサードシュライン。
ドラゴキャッスル
声 - 竹内良太
ドラゴンの精霊と城が融合したビルマジン。守護する国はドラゴヘルム。

## 制作

### キャスティング
主人公のケズルと相棒のバルニャーには、小松未可子と竹内順子がそれぞれオーディションで選ばれた。
小松は超!アニメディアとのインタビューの中で、「普段は真面目でいい子だけども、盛り上がるときはノリノリになる、というくらいの温度感を意識しながら演じています」と話している。また、オーディションでケズルを演じた際は熱血漢としての側面を重視し、まっすぐで勢いの良い感じで演じたと話す一方、アフレコの際に力を抜いてよいという指示を受け、今度はよい意味でノリの軽い感じで演じたと話している。
バルニャー役の竹内も同様の指示があったものの、見た目のかわいさゆえについぶりっ子によせすぎてしまうと話している。また、パワーアップ形態の「バーンバルニャー」のオーディションでは、強さを表現するために低めの声で演じたところ、そこまで強く出さなくてよいという指示を受けたため、実際の収録では余力を残しながら演じる方針を取った。
アーニャは近藤玲奈が演じた。近藤はメディアに寄せたコメントの中で、大人びた雰囲気を持ちつつも、等身大の少女を演じたと述べている。

## スタッフ
- 原作 - タカラトミー[8]、電通[8]
- メインキャラクターデザイン - 大村祐介[8]
- 原案 - イシイジロウ[8]
- 監督 - ウシロシンジ[8]
- 監督補佐 - 三橋和弥
- シリーズ構成 - 加藤陽一[8]
- キャラクターデザイン - 長森佳容[8]
- サブキャラクターデザイン - 柏木彩花
- 美術監督 - Scott MacDonald[8]
- 美術設定 - 大平司
- 色彩設計 - 近藤直登[8]
- 撮影監督 - 柚木脇達己[8]
- 編集 - 後田良樹[8]
- 音楽 - 朝倉紀行[8]、兎と馬
- EDM楽曲制作 - Music Plat[8]
- 音響監督 - えびなやすのり[8]
- プロデューサー - 谷口葵（テレビ大阪）、滝野圭輔、釜秀樹
- アニメーションプロデューサー - 井上たかし
- Coプロデューサー - 堀川亮、篠永恭平
- アソシエイトプロデューサー - 齊藤陽介、伊藤聖
- アシスタントプロデューサー - 橋本友宏、木村麻衣子
- アニメーション制作 - OLM TEAM INOUE
- 製作 - テレビ大阪、電通、オー・エル・エム[8]

## 主題歌
「マジ歌」
遊助の歌・作詞によるオープニングテーマ。作曲はKenta UrashimaとYuki Kato、編曲はYuki Kato。
「MAZICA PARTY」
Seven Billion Dotsの歌・作詞によるエンディングテーマ。作曲はSeven Billion Dotsとシライシ紗トリ、編曲はシライシ紗トリ。
「オタパリディスコ」
スカイピースによるオープニングテーマ。
同楽曲は「オタパリダンシン」「オタパリパーティー」に続く“オタパリ”シリーズの第3弾であり、10人のYouTuberたちがラップで参加している。
また、「劇場版 総集編 マジカパーティ」のオープニングテーマにも採用されている。
「マジカルスーパースター」
ザ・リーサルウェポンズによるエンディングテーマ。作詞・作曲・編曲はアイキッド。
テレビアニメの主題歌は同グループにとって初めてである。

## 各話リスト
| 話数   | サブタイトル                                            | 脚本         | 絵コンテ         | 演出       | 作画監督                                                                 | 初放送日      |
| ------ | ------------------------------------------------------- | ------------ | ---------------- | ---------- | ------------------------------------------------------------------------ | ------------- |
| 第1話  | ママママジか!?オレがほんとの魔法使い!?                  | 加藤陽一     | ウシロシンジ     | 関野昌弘   | 柏木彩花 吉田満智子 山縣研一                                             | 2021年 4月4日 |
| 第2話  | 優等生フクロック!?マジカアカデミーへの招待！            | 加藤陽一     | 関野昌弘         | 伊藤史夫   | 趙雅羅 金大勳                                                            | 4月11日       |
| 第3話  | ディスりアンコウ！ディスコウだYO！                      | 永野たかひろ | 関谷真実子       | 森田侑希   | 大西陽一 吉田肇 高橋こう平                                               | 4月18日       |
| 第4話  | 暴走！ワニスケと謎の魔法使い！                          | 小林雄次     | 川石テツヤ       | 髙橋優     | 鈴木敦 髙橋優                                                            | 4月25日       |
| 第5話  | キズナで進化!?ケズルとバルニャー猛特訓！                | 小林雄次     | イム ガヒ        | 関谷真実子 | 吉田満智子                                                               | 5月2日        |
| 第6話  | クラっち、試練に挑戦しちゃいま〜す♪                     | 大知慶一郎   | 島崎奈々子       | 中村憲由   | 古池敏也 飯飼一幸 白石悟                                                 | 5月9日        |
| 第7話  | 正義のヒーロー？アカトリシロウ！                        | 鴻野貴光     | 関野昌弘         | 岩田義彦   | 呉耀 朱暁林                                                              | 5月16日       |
| 第8話  | ジャグージャ！ケズっちゃうカンナ！                      | 山田由香     | 関谷真実子       | 島崎奈々子 | 山縣研一 柏木彩花 小島えり 吉田満智子 西田美弥子                         | 5月23日       |
| 第9話  | カンナの秘策?!魔法少女なりきり大作戦！                  | 高橋ナツコ   | 高橋知也         | 高橋幸雄   | 武佐友紀子 扇多恵子 白石悟 南伸一郎                                      | 5月30日       |
| 第10話 | キュンですっ！ワニスケに惚れたマジン!?                  | 永野たかひろ | 若林厚史         | 布施康之   | Lee Seongjae Song Jinyeong                                               | 6月6日        |
| 第11話 | 死の試練!?めざせ、伝説の7マジン！                       | 鴻野貴光     | 吉田英俊         | 安藤貴史   | 飯飼一幸 森悦史 太田彬彦 阿部由佳 細田萌香                               | 6月13日       |
| 第12話 | ケズルVS生徒会長エリック                                | 山田由香     | 中川聡           | 伊藤史夫   | 趙雅羅 金大勳                                                            | 6月20日       |
| 第13話 | 神に愛されすぎた男＝シルヴァー！                        | 加藤陽一     | 川石テツヤ       | 岩田義彦   | 呉耀 朱暁林 藤田和行                                                     | 6月27日       |
| 第14話 | チャレンジ！ゴールドウィザード！                        | 大知慶一郎   | 宮崎なぎさ       | 関野昌弘   | 吉田満智子                                                               | 7月4日        |
| 第15話 | 俺がゼッペキだ！ケズル VS シルヴァー                    | 大知慶一郎   | 高橋知也         | 髙橋優     | 鈴木敦 髙橋優 金大勳                                                     | 7月11日       |
| 第16話 | 世界中でウェーイ！めざせ最強の魔法使い！                | 小林雄次     | 関野昌弘         | 島崎奈々子 | Kim Suho Song Jinyeong Lee Seongjae                                      | 7月18日       |
| 第17話 | レッツ開幕！マジカバトルトーナメント！                  | 小林雄次     | 関野昌弘         | 森田侑希   | 大西陽一 吉田肇 高橋こう平                                               | 7月25日       |
| 第18話 | 脱出不可能!?トラップのスペシャルトラップ！              | 永野たかひろ | 島崎奈々子       | 中村憲由   | 古池敏也 飯飼一幸 白石悟                                                 | 8月1日        |
| 第19話 | ベスト4決定戦！マジカバトルロワイヤル！                 | 鴻野貴光     | 関谷真実子       | 伊藤史夫   | 趙雅羅 金大勳 成元鎔                                                     | 8月8日        |
| 第20話 | TVレオンはインフルエンサー！サップの下剋上!?            | 高橋ナツコ   | 中川聡           | 布施康之   | Kim Myeongsim Lee Seongjae                                               | 8月15日       |
| 第21話 | バナナだいすッキー！サルメットとサル山対決！            | 山田由香     | 宮崎なぎさ       | 関谷真実子 | 山縣研一                                                                 | 8月22日       |
| 第22話 | ノコクワガと切りひらけ！クラっちVSシルヴァー！          | 小林雄次     | 関野昌弘         | 岩田義彦   | 藤田和行 呉耀 朱暁林                                                     | 8月29日       |
| 第23話 | 絆を試しちゃOH☆ドキドキセミファイナル！                 | 鴻野貴光     | 高橋知也         | 伊藤史夫   | 趙雅羅 金大勳 成元鎔                                                     | 9月5日        |
| 第24話 | キリサメを倒せ！きまぐれ金魚コロシアム！                | 永野たかひろ | 宮崎なぎさ       | 森田侑希   | 森悦史 藤田正幸 片岡恵美子                                               | 9月12日       |
| 第25話 | マジン以外はノーサンキュ〜！VIPルームでマジンパーティ！ | 永野たかひろ | 川石テツヤ       | 島崎奈々子 | 吉田満智子                                                               | 9月19日       |
| 第26話 | ファイナルな決勝だぜ〜い！バルニャーVSワンナイト！      | 高橋ナツコ   | 永島昭子         | 髙橋優     | 永野佑貴 鈴木敦 髙橋優                                                   | 9月26日       |
| 第27話 | マジでダブルスクラッチ！クロスバーン・バルニャー登場！  | 山田由香     | 中川聡           | 伊藤史夫   | 趙雅羅 成元鎔                                                            | 10月3日       |
| 第28話 | 破られし封印！闇の魔法使いとフワックス！                | 加藤陽一     | 島崎奈々子       | 中村憲由   | 古池敏也 飯飼一幸 白石悟                                                 | 10月10日      |
| 第29話 | ゼッペキは小学生！シルヴァーVSリュウマ！                | 大知慶一郎   | 関谷真実子       | 岩田義彦   | 呉耀 藤田和行                                                            | 10月17日      |
| 第30話 | 四天王ラゴンあらわる！ワイルドなワニスケだぜぇ!?        | 鴻野貴光     | 関野昌弘         | 布施康之   | Kim Myeongsim Lee Seongjae                                               | 10月24日      |
| 第31話 | アーニャを取り戻せ！四天王ドーラとクレーピオン！        | 山田由香     | ユキヒロマツシタ | 渡辺純央   | 高橋こう平 吉田肇                                                        | 10月31日      |
| 第32話 | 干からびしジャグージャ!? ケトスクルズの試練！           | 永野たかひろ | 川石テツヤ       | 伊藤史夫   | 趙雅羅 成元鎔 崔允希                                                     | 11月7日       |
| 第33話 | 俺の覚悟はノリ！ノリ！ノリだぁぁああぁあぁぁああ！      | 鴻野貴光     | 中川聡           | 関野昌弘   | 山縣研一                                                                 | 11月14日      |
| 第34話 | ウェルカ〜ム！闇のパーティ！                            | 加藤陽一     | 宮崎なぎさ       | 布施康之   | Lee Seongjae Kim Myeongsim Kim Suho Song Jinyeong                        | 11月21日      |
| 第35話 | 眠れるアーニャ！マジで危機一髪！                        | 永野たかひろ | 関谷真実子       | 高山秀樹   | 杉山直輝                                                                 | 11月28日      |
| 第36話 | ゴレミッド争奪戦！王のハートをつかんじゃOH！            | 小林雄次     | 島崎奈々子       | 伊藤史夫   | 趙雅羅 崔允希                                                            | 12月5日       |
| 第37話 | マジかシルヴァー！すべてを脱ぎすてマジカイフォー！      | 大知慶一郎   | 関野昌弘         | 高橋優     | 吉田満智子 永野佑貴                                                      | 12月12日      |
| 第38話 | マジ最強の敵！龍帝 ドラゴキャッスル！                   | 山田由香     | 福島宏之         | 古賀一臣   | 古池敏也 飯飼一幸 白石悟                                                 | 12月19日      |
| 第39話 | バルニャー＆ワンナイト！オレたちニャンバーワン！        | 鴻野貴光     | 中川聡           | 伊藤史夫   | 趙雅羅 崔允希                                                            | 12月26日      |
| 第40話 | サゲサゲの世界!?ドラゴヘルム最凶の呪い！                | 大知慶一郎   | 宮崎なぎさ       | 布施康之   | Lee Seongjae Kim Myeongsim Kim Suho                                      | 2022年 1月9日 |
| 第41話 | ドキドキナゾトキ!? 頂上目指しちゃいまSHOW！             | 小林雄次     | 関野昌弘         | 森田侑希   | 飯飼一幸 片岡恵美子 臼田美夫 雍何歓 Liu jun Shi guo pin 孫建清 EverGreen | 1月16日       |
| 第42話 | マジ強いやろ!?わいのドラツリー＆ドラブリッジ！          | 山田由香     | 福島宏之         | 渡辺純央   | 高橋こう平 吉田肇 新城真                                                 | 1月23日       |
| 第43話 | ケズリの力をアゲリシャス！激熱フェニバーン祭り！        | 永野たかひろ | 島崎奈々子       | 伊藤史夫   | 趙雅羅 崔允希                                                            | 1月30日       |
| 第44話 | イケんのか!?レジェンド・フィーバー進化！イケんのか!?    | 鴻野貴光     | もりたけし       | 関野昌弘   | 山縣研一                                                                 | 2月6日        |
| 第45話 | 死のケズリシャス！ケズリの限界を超えろ！                | 大知慶一郎   | 中川聡           | 布施康之   | Kim Myeongsim Lee Seongjae Song Jinyeong Kim Jongbeom                    | 2月13日       |
| 第46話 | マジン緊急対策会議！〜ボクらだってやれるもん〜          | 小林雄次     | 宮崎なぎさ       | 伊藤史夫   | 杉山直輝                                                                 | 2月20日       |
| 第47話 | 覚醒！光と闇のドラゴキャッスル！                        | 山田由香     | 関野昌弘         | 高山秀樹   | Song Jinyeong Kim Jongbeom Kim suho 杉山直輝                             | 2月27日       |
| 第48話 | シルヴァーの決意！男と男、誓いのパーティ！              | 鴻野貴光     | 関谷真実子       | 中村憲由   | 古池敏也 飯飼一幸 白石悟                                                 | 3月6日        |
| 第49話 | ゼッペキ！否！更地！シルヴァーをカイフォーせよ！        | 加藤陽一     | 福島宏之         | 布施康之   | Kim Myeongsim Lee Seongjae                                               | 3月13日       |
| 第50話 | 飛び出せパレード！ドラゴキャッスルにぶちかまSAY!        | 加藤陽一     | 関野昌弘         | 高橋優     | 吉田満智子 永野佑貴                                                      | 3月20日       |
| 第51話 | Everybody! Let's MAZICA PARTY! Yeeeehaaaaw!             | 永野たかひろ | 中川聡           | 伊藤史夫   | 趙雅羅 成元鎔                                                            | 3月27日       |

## 放送局
| 放送期間                     | 放送時間           | 放送局                                                 | 対象地域 | 備考 |
| ---------------------------- | ------------------ | ------------------------------------------------------ | -------- | ---- |
| 2021年4月4日 - 2022年3月27日 | 日曜 9:30 - 10:00  | テレビ大阪（製作局）をはじめとする テレビ東京系列全6局 | 日本国内 |      |
| 2021年5月8日 - 2022年4月30日 | 土曜 18:00 - 18:30 | キッズステーション                                     | 日本全域 |      |

## 漫画
マジカパーティ 爆笑解放バルニャーくん
『コロコロイチバン!』（小学館）2021年8月号から2022年2月号まで連載された。作者は小松清太郎。
魔力解放!! マジカパーティ
『別冊コロコロコミック』（小学館）2021年8月号に読切として掲載。作者は友野春馬。